# Никитинская (Вельский район)
Никитинская — деревня в Вельском районе Архангельской области. Входит в состав Муниципального образования «Хозьминское». Имеет второе название — «Елюга», от протекающей рядом реки.

## География
Деревня расположена на правом берегу реки Елюга, притока реки Вель в 1,5 километрах от устья. Соседние населённые пункты — Исполиновка и Хозьмино на юге. Расстояние до административного центра района, города Вельск, составляет 39,5 км пути на автотранспорте.
Часовой пояс
Никитинская, как и вся Архангельская область, находится в часовой зоне МСК (московское время). Смещение применяемого времени относительно UTC составляет +3:00.

## Население
| 2002 | 2010 | 2012 | 2014 |
| ---- | ---- | ---- | ---- |
| 44   | ↘29  | ↘28  | ↘24  |

## История
Указана в «Списке населённых мест по сведениям 1859 года» в составе Вельского уезда Вологодской губернии под номером 2219 как «Никитинское(Елюга)». Насчитывала 24 двора, 71 жителя мужского пола и 92 женского.
В материалах оценочно-статистического исследования земель Вельского уезда упомянуто, что в 1900 году в административном отношении деревня входила в состав Хозьминского сельского общества Есютинской волости. На момент переписи в селении Никитинская находилось 33 хозяйства, в которых проживало 97 жителей мужского пола и 119 женского.

## Русская православная церковь
Часовня Успения Пресвятой Богородицы  Объект культурного наследия № 2900001028  — Деревянная часовня, построена приблизительно между 1870 и 1900 г. В настоящий момент не действует, разрушается — из пяти главок сохранилась только одна..

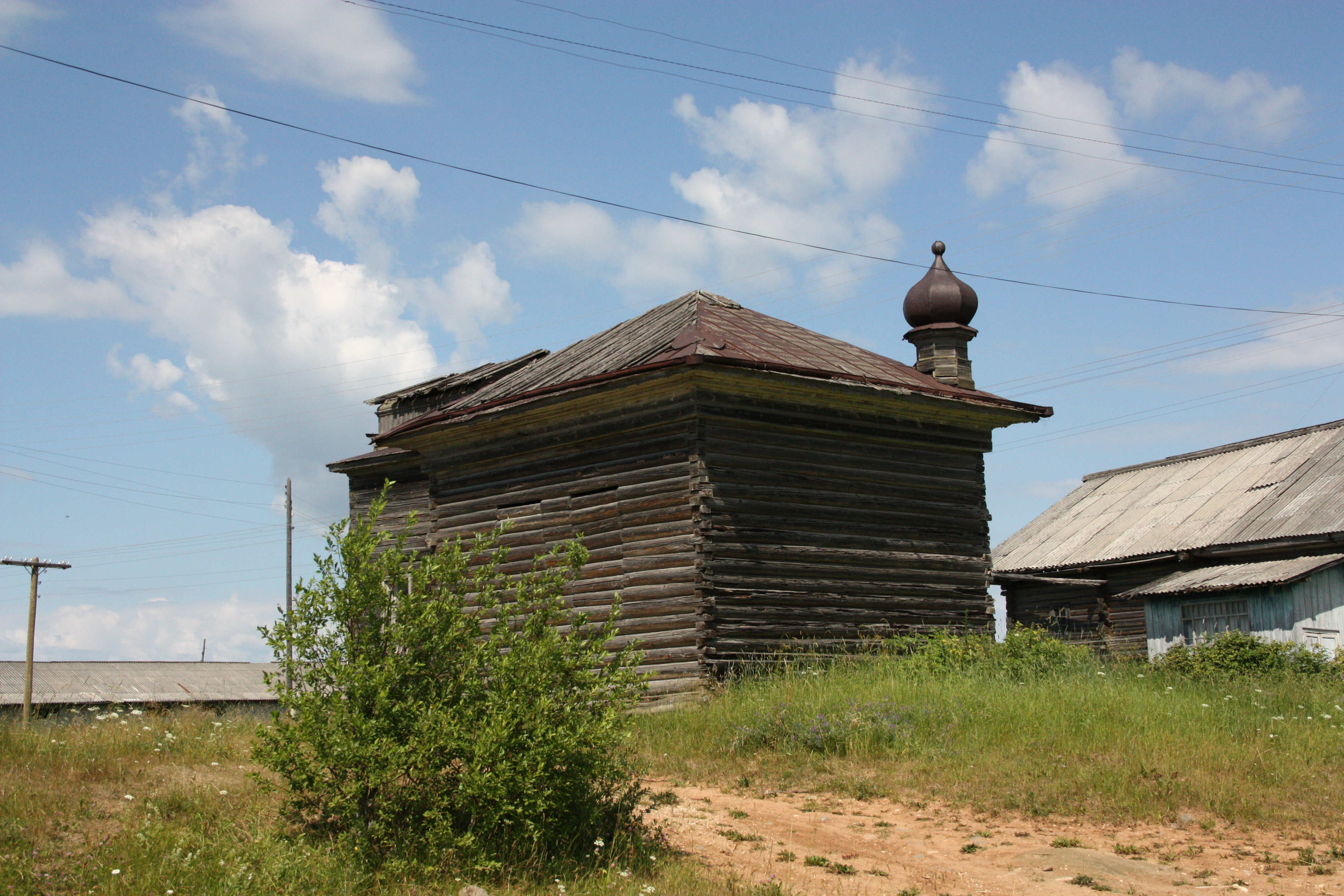
Вид часовни в 2010 году